# 雪莉·斯特朗
雪莉·斯特朗（英語：Shirley Strong，1958年11月18日—），英国女子田径运动员。她曾代表英国参加1980年和1984年夏季奥林匹克运动会田径比赛，其中1984年奥运会获得一枚银牌。